# Herb Saint Ouen
Herb St. Ouen – symbol heraldyczny Saint Ouen,  jednego z okręgów administracyjnych(zwanych parish-ami), znajdującego się na wyspie Jersey, jednej z Wysp Normandzkich.
Przedstawia na tarczy w polu błękitnym złoty krzyż łaciński.
Krzyż który znajduje się w herbie nawiązuje do cudownego krzyża z którym VII wieczny biskup Rouen – św. Audoen (Alodwin, Aldwin) przybył z Normandii na Jersey.
Wizerunek herbu Saint Ouen widnieje na okolicznościowych monetach o nominale jednego funta Jersey.